# Babice (okres Hradec Králové)
Obec Babice (německy Babitz) se nachází v okrese Hradec Králové, asi 18 km západně od Hradce Králové. Katastrální území obce nese název Velké Babice a má rozlohu 2,55 km². Žije zde 215 obyvatel. K obci patří též osada (ZSJ) Malé Babice, zvaná též Chaloupky.

## Historie
První písemná zmínka pochází z roku 1355, kdy je zmiňován Matěj z Babic, vladyka z blízké tvrze.
Od 1. července 1980 do 31. prosince 1991 byla vesnice součástí obce Kosičky a od 1. ledna 1992 se stala samostatnou obcí.

## Obyvatelstvo
| Rok            | 1869 | 1880 | 1890 | 1900 | 1910 | 1921 | 1930 | 1950 | 1961 | 1970 | 1980 | 1991 | 2001 | 2011 | 2021 |
| -------------- | ---- | ---- | ---- | ---- | ---- | ---- | ---- | ---- | ---- | ---- | ---- | ---- | ---- | ---- | ---- |
| Počet obyvatel | 396  | 420  | 404  | 403  | 394  | 356  | 329  | 279  | 281  | 235  | 205  | 216  | 216  | 195  | 179  |
| Počet domů     | 65   | 66   | 68   | 69   | 69   | 72   | 75   | 76   | 76   | 63   | 60   | 77   | 78   | 77   | 82   |

## Památky
- Novorománský kostel sv. Petra a Pavla

## Galerie

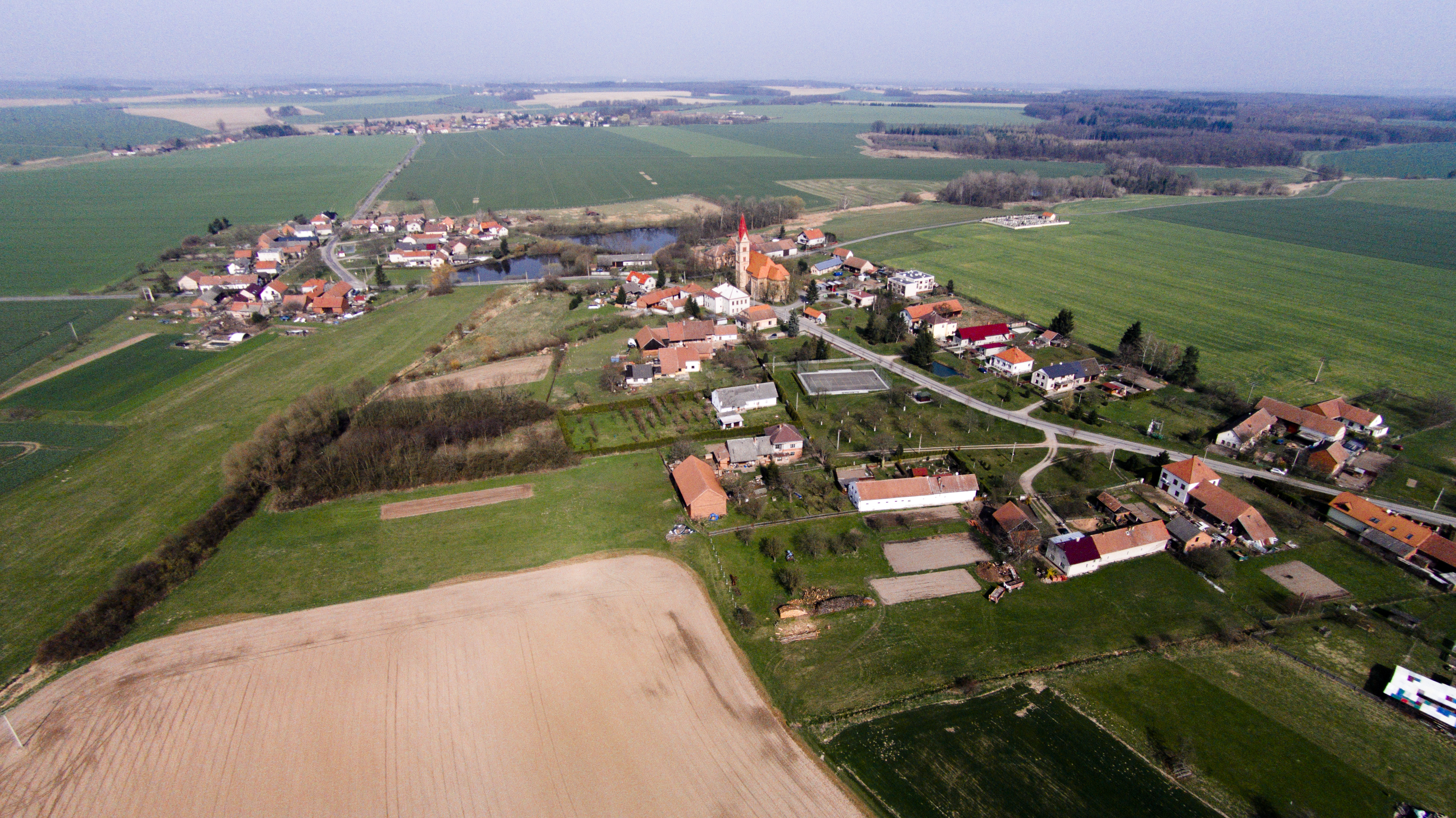
Letecký snímek obce
- Průlet nad Babicemi